# Moramanga (genus)
Moramanga is een geslacht van wantsen uit de familie van de Reduviidae (Roofwantsen). Het geslacht werd voor het eerst wetenschappelijk beschreven door André Villiers in 1962.

## Soorten
Het genus is monotypisch en bevat alleen de volgende soort:

- Moramanga formosa Villiers, 1962